# Барушной, Александр Иосифович
Александр Иосифович Барушной (7 ноября 1914, Харьков — 19 апреля 1977, Москва) — украинский советский актёр театра и кино, конферансье.

## Биография
Родился 7 ноября 1914 года в Харькове, в семье отца, который работал торговцем и имел собственный небольшой магазин и в семье матери, которая занималась хозяйством.
В юношеские времена начал интересоваться творчеством и уже в учебные годы писал первые стихи, старался танцевать и учиться петь.
Намного позже, в 1931 году поступил в Харьковский театральный институт и стал выступать на различных концертных площадках страны. В 1950-е годы перебрался в город Москву, где в 1957 году Барушной вступил в штат Всесоюзного Гастрольно-Концертного Объединения. Много ездил по СССР с актёрскими бригадами, конферировал в оркестре Эдди Рознера, постоянно старался выступать в различных ресторанах. Одновременно Барушной начал сниматься в кино. В Москонцерте и проработал до конца своих дней.
Ушёл из жизни 19 апреля 1977 года по причине проблем с сердцем, с которым были проблемы много лет. Похоронен на Донском кладбище.

## Творческие работы

### Фильмография
- 1958 — Голубая стрела (журналист).
- 1958 — Ч.П. — Чрезвычайное происшествие (французский консул).
- 1960 — Русский сувенир (доктор Адамс).
- 1962 — 713-й просит посадку (дон Лопес, экс-диктатор, сбежавший из своей латиноамериканской страны от революции).
- 1964 — Буря над Азией (генерал), дублировал Эммануил Шварцберг.
- 1964 — Гранатовый браслет (издатель).
- 1964 — Фитиль (короткометражный), (роль: американец). Клёва не было | № 21.
- 1965 — 1966 — Война и мир(?). (серии: 1965 — Андрей Болконский | фильм 1-й), (1966—1812 год | фильм 3-й).
- 1967 — Берег надежды.
- 1967 — Пароль не нужен (генерал Табаков).
- 1968 — Крах (генерал французской разведки).
- 1968—1971 — Освобождение (роль: сэр Алан Брук). Фильмы: (1968, Огненная дуга | фильм 1-й), (1968, Прорыв | фильм 2-й), (1970, Направление главного удара | Фильм 3-й), (1971, Битва за Берлин. Последний штурм | Фильм 4-й и 5-й).
- 1969 — Адъютант его превосходительства (британский генерал).
- 1969 — Взрыв после полуночи (генерал, в Петровске).
- 1969 — Чайковский.
- 1971 — Держись за облака (Hold on to the Clouds), (Kapaszkodj a fellegekbe!), (Венгрия, СССР).
- 1971 — Лаутары | Lăutarii (венгерский вельможа).
- 1972 — Земля, до востребования (директор-распорядитель фирмы «Нептун»).
- 1972 — Лёгкая вода (глава судейской комиссии).
- 1972 — Семнадцатый трансатлантический (военно-морской представитель Англии).
- 1972 — Тайник у Красных камней (резидент).
- 1972 — Цирк зажигает огни (Розетти), роль озвучил Евгений Весник.
- 1973 — За час до рассвета (Степан Антонович Дроздов, генерал).
- 1973 — Хаос | Քաոս (владелец скважины).
- 1974 — Гнев | Minia (генерал).
- 1975 — Бегство мистера Мак-Кинли (гость фирмы).
- 1975 — Весна двадцать девятого (Картер, американский инженер, представитель фирмы).
- 1975 — Восход над Гангом | Eastward, Beyond the Ganges (СССР, Индия), (роль: Майклсон).
- 1976 — Эквилибрист (шпрехшталмейстер).
- 1976 — Сказ про то, как царь Пётр арапа женил (дипломат).
- 1976 — Солдаты свободы(?)| Vojáci Svobody / A szabadság katonái (СССР, Болгария, Польша, Чехословакия, Венгрия, ГДР), (роль: английский генерал, советник Черчилля).

### Драматический театра им. Ф. Г. Волкова
- Спектакль «Гибель эскадры» А. Корнейчука.
- Стёпа — «Платон Кречет» А. Корнейчука.
- Радист — «Не сдадимся!» С. Семёнова.
- Лодовико — «Отелло» В. Шекспира.